# Heiligegeiststraße 6 (Quedlinburg)

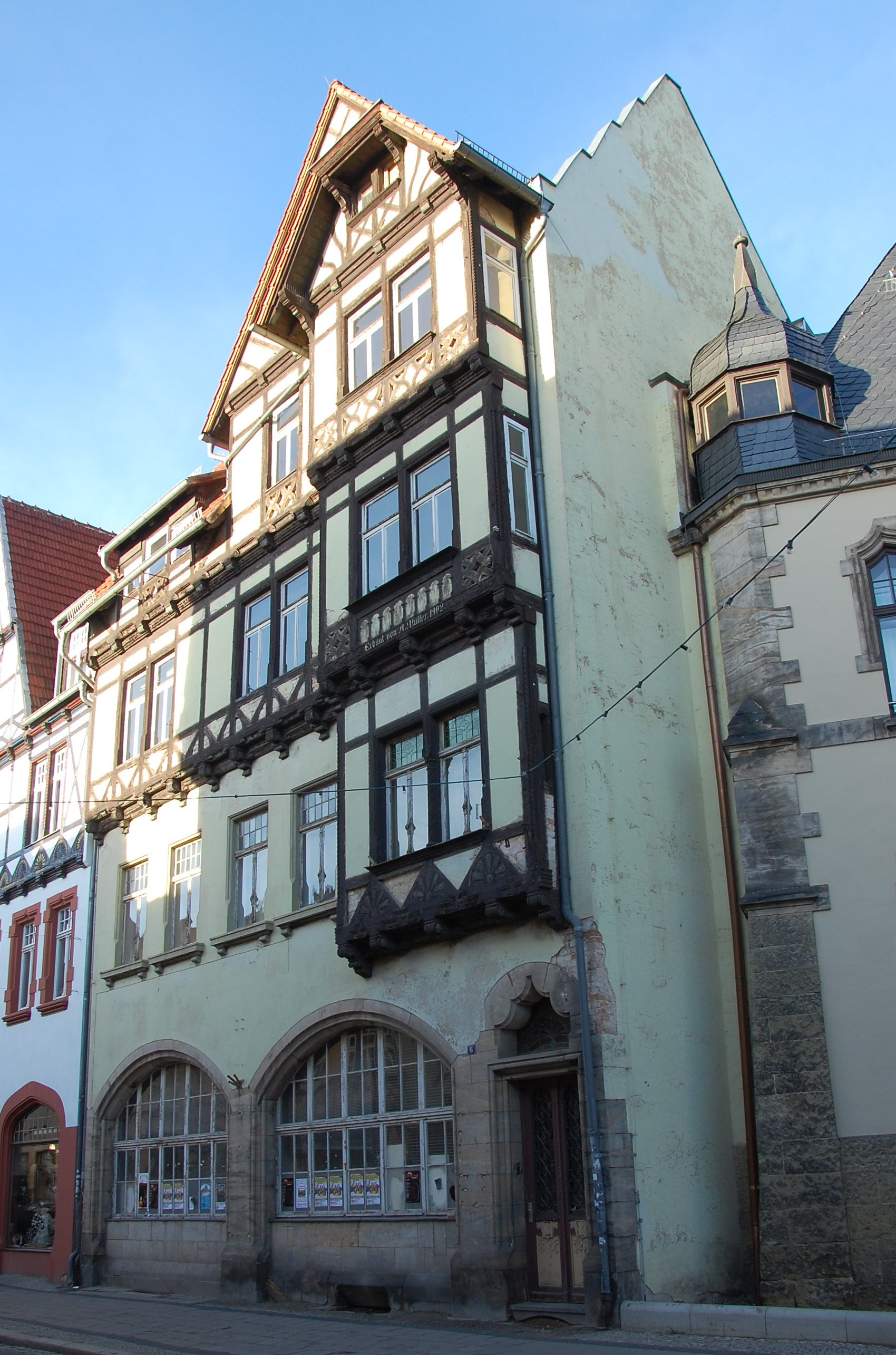
Haus Heiligegeiststraße 6

Das Haus Heiligegeiststraße 6 ist ein denkmalgeschütztes Gebäude in der Stadt Quedlinburg in Sachsen-Anhalt.

## Lage
Es befindet sich im Stadtgebiet südlich des Quedlinburger Marktplatzes und ist im Quedlinburger Denkmalverzeichnis als Wohn- und Geschäftshaus eingetragen. Westlich grenzt das gleichfalls denkmalgeschützte Haus Heiligegeiststraße 5, östlich das Kreishaus Quedlinburg an.

## Architektur und Geschichte
Das große Fachwerkhaus wurde im Jahr 1902 von A. Müller erbaut, auf den eine Inschrift hinweist. Die unteren Etagen sind in massiver Bauweise errichtet. Es finden sich hier neogotische Formen. Die oberen in Fachwerkbauweise erstellten Stockwerke verfügen über einen Kniestock. Darüber hinaus wurden viele traditionelle Verzierungen eingesetzt. So gibt es Taustab, Schiffskehle, Fächerrosetten am Fußwinkelholz, Rautenfachwerk und Fußstreben. Der Einsatz von Fachwerkelementen erfolgte auf Drängen des städtischen Bauamtes.